# Marcus Brimage
Marcus Brimage (Colorado Springs, 6 de abril de 1985) é um lutador estadunidense de MMA. Ele foi um dos participantes do The Ultimate Fighter: Team Bisping vs. Team Miller.

## Carreira no MMA

### Início no MMA
Brimage começou a despertar interesse pelo MMA ao assistir a alguns episódios de Dragon Ball Z e a um vídeo com os highlights de Quinton Jackson na época da escola. Brimage começou a treinar em uma academia de Muay Thai local, por recomendação de um de seus sargentos nas forças armadas. Brimage então conheceu Chris Connely, onde juntos abriram uma academia, Spartan Fitness, em 2006. Pouco depois Brimage começou a lutar como amador, obtendo um cartel de 10-0 antes de se tornar profissional em 2007.

### MMA Profissional
Em março de 2007, Brimage fez sua estreia no MMA profissional no Georgia Fighting Championships. Brimage derrotou Jason Kwast por decisão unânime. Dez meses após sua primeira luta, Brimage retornou ao cage para enfrentar Bryan Goldsby. Brimage derrotou Goldsby por nocaute técnico no segundo round.
Um mês depois de sua segunda luta profissional Brimage foi selecionado para reality show do BET, Iron Ring. Brimage perdeu sua única luta no reality contra Joey Camacho por finalização. Devido aos ferimentos Brimage foi forçado a ficar afastado do MMA por mais de dois anos. Brimage novamente voltou ao MMA contra o ex-UFC, Kyle Bradley, derrotando-o por nocaute técnico no primeiro round.
Antes de ir para o The Ultimate Fighter 14, Brimage mudou-se para Coconut Creek, Flórida para treinar em tempo integral com a American Top Team.

### The Ultimate Fighter
Brimage foi selecionado para participar do The Ultimate Fighter: Team Nogueira vs. Team Mir e do The Ultimate Fighter: United States vs. United Kingdom, porém após sofrer lesões ele foi obrigado a deixar os eventos. Em 2011, ele foi selecionado para lutar entre os penas no The Ultimate Fighter: Team Bisping vs. Team Miller. No primeiro episódio, Brimage enfrentou Bryson Wailehua-Hansen, vencendo por nocaute técnico no segundo round. Com a vitória, Brimage ganhou uma vaga na casa do TUF e foi escolhido para integrar o time liderado por Michael Bisping.
Brimage enfrentou o ex-lutador do WEC, Bryan Caraway. Ele perdeu por finalização no segundo round após Caraway aplicar um mata-leão.

### Ultimate Fighting Championship
Brimage fez sua estreia oficial no UFC em 3 de dezembro de 2011 no The Ultimate Fighter 14 Finale contra outro participante do reality show, Stephen Bass. Brimage derrotou Bass por decisão unânime dos juízes.
Brimage fez sua segunda luta contra o ex-Strikeforce, Maximo Blanco em abril de 2012 no UFC 145. Após três rounds muito parelhos, Brimage venceu a luta por decisão dividida.
Brimage enfrentou o até então invicto, Jimy Hettes no UFC 152.  Ele venceu Hettes por decisão unânime.
Brimage enfrentou o estreante na promoção, Conor McGregor em 6 de abril de 2013 no UFC on Fuel TV: Mousasi vs. Latifi. Ele perdeu por nocaute técnico com um pouco mais de um minuto de luta.
Após sofrer um ano com lesões, Brimage retornou ao octógono contra Russell Doane em um combate entre pesos galos em julho de 2014 no UFC 175. Ele perdeu a luta por decisão dividida.
Brimage era esperado para enfrentar Erik Perez no UFC 180. No entanto, Perez foi retirado do card no meio de outubro de 2014 com uma lesão no ombro. Brimage então foi selecionado para enfrentar Jumabieke Tuerxun em 7 de Novembro de 2014 no UFC Fight Night: Rockhold vs. Bisping. Ele venceu a luta por nocaute com um chute na cabeça ainda no primeiro round.
Brimage enfrentou o estreante no UFC Cody Garbrandt em 3 de Janeiro de 2015 no UFC 182. Ele foi derrotado por nocaute técnico no terceiro round.
Brimage era esperado para enfrentar Ian Entwistle em 18 de Julho de 2015 no UFC Fight Night: Bisping vs. Leites, porém, uma lesão tirou Entwistle do evento e ele foi substituído pelo estreante Jimmie Rivera. Brimage foi derrotado por nocaute técnico ainda no primeiro round.

#### Demissão
No dia 19 de outubro de 2015, Marcus foi demitido do UFC.

## Cartel no MMA
| Cartel no MMA   |            |            |
| 14 lutas        | 7 vitórias | 7 derrotas |
| Por nocaute     | 3          | 3          |
| Por finalização | 0          | 1          |
| Por decisão     | 4          | 3          |

| Res.    | Cartel | Oponente          | Método                    | Evento                                | Data       | Round | Tempo | Local                   | Notas                 |
| ------- | ------ | ----------------- | ------------------------- | ------------------------------------- | ---------- | ----- | ----- | ----------------------- | --------------------- |
| Derrota | 7–7    | Leonardo Morales  | Decisão (unânime)         | Viva Nicaragua Canal 13: MMA War      | 25/06/2016 | 3     | 5:00  | Managua, Nicarágua      |                       |
| Derrota | 7–6    | Soo Chul Kim      | Decisão (unânime)         | Road FC 029                           | 12/03/2016 | 3     | 5:00  | Wonju, Coreia do Sul    |                       |
| Derrota | 7-5    | Jimmie Rivera     | Nocaute (socos)           | UFC Fight Night: Bisping vs. Leites   | 18/07/2015 | 1     | 1:29  | Glasgow                 |                       |
| Derrota | 7-4    | Cody Garbrandt    | Nocaute Técnico (socos)   | UFC 182                               | 03/01/2015 | 3     | 4:50  | Las Vegas, Nevada       |                       |
| Vitória | 7-3    | Jumabieke Tuerxun | Nocaute (chute na cabeça) | UFC Fight Night: Rockhold vs. Bisping | 07/11/2014 | 1     | 2:58  | Sydney                  |                       |
| Derrota | 6–3    | Russell Doane     | Decisão (dividida)        | UFC 175                               | 05/07/2014 | 3     | 5:00  | Las Vegas, Nevada       | Estreia no Peso Galo. |
| Derrota | 6–2    | Conor McGregor    | Nocaute técnico (socos)   | UFC on Fuel TV: Mousasi vs. Latifi    | 06/04/2013 | 1     | 1:07  | Estocolmo               |                       |
| Vitória | 6–1    | Jimy Hettes       | Decisão (unânime)         | UFC 152                               | 22/09/2012 | 3     | 5:00  | Toronto, Ontario        |                       |
| Vitória | 5–1    | Maximo Blanco     | Decisão (dividida)        | UFC 145                               | 21/04/2012 | 3     | 5:00  | Atlanta, Georgia        |                       |
| Vitória | 4–1    | Stephen Bass      | Decisão (unânime)         | The Ultimate Fighter 14 Finale        | 03/12/2011 | 3     | 5:00  | Las Vegas, Nevada       | Estreia no Peso Pena. |
| Vitória | 3–1    | Kyle Bradley      | Nocaute técnico (socos)   | USA MMA 13                            | 31/07/2010 | 1     | 3:01  | Baton Rouge, Louisiana  |                       |
| Derrota | 2–1    | Joe Camacho       | Finalização               | Iron Ring                             | 18/02/2008 | 1     | 1:27  | Nova Orleans, Louisiana |                       |
| Vitória | 2–0    | Bryan Goldsby     | Nocaute técnico (socos)   | Xtreme Freestyle Fighting 7           | 19/01/2008 | 2     | 1:07  | Birmingham, Alabama     |                       |
| Vitória | 1–0    | Jason Kwast       | Decisão (unânime)         | Georgia FC 2                          | 17/03/2007 | 3     | 5:00  | Georgia                 |                       |